# 城关街道 (辉县市)
城关街道，是中华人民共和国河南省新乡市辉县市下辖的一个乡镇级行政单位。

## 行政区划

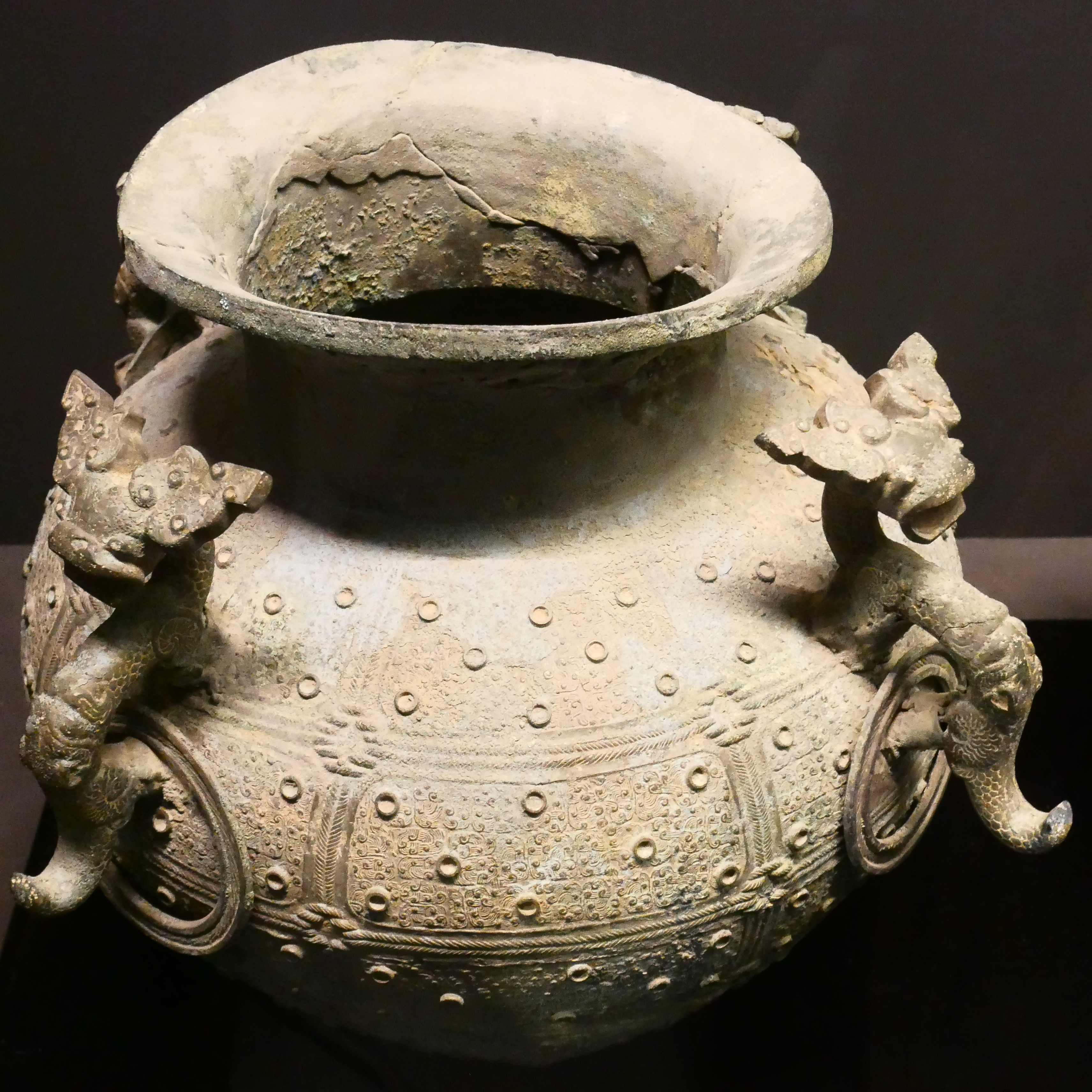
琉璃閣乙墓出土衛國綯索紋獸耳罍

城关街道下辖以下地区：
东关社区、城后社区、东新庄社区、南关社区、城内社区、西关社区、吕巷社区、东石河社区、四路口村、新桥村、冯庄村、花园村、新新社区、郊南社区、南关西街社区、南关东街社区、新建街社区、南大街社区、东大街社区、西大街社区、牌坊街社区、中心路社区、东环路社区和西环路社区。